# Joshiraku
Joshiraku (じょしらく? lett. "Ragazze rakugo") è un manga scritto da Kōji Kumeta ed illustrato da Yasu. Il manga è stato adattato in una serie televisiva anime dallo studio J.C.Staff nel 2012. La serie segue la vita quotidiana di cinque giovani commedianti di rakugo.

## Personaggi

I personaggi principali nell'anime

Tutti i cognomi delle ragazze finiscono con il carattere tei (亭?), che viene spesso utilizzato nei nomi d'arte per gli artisti.
Marī Buratei (蕪羅亭 魔梨威?, Buratei Marii)
Doppiata da: Ayane Sakura
La protagonista del manga dai lunghi capelli rossi e dall'atteggiamento un po' mascolino. Tiene in grande considerazione i propri genitori. Parla il dialetto di Tokyo, ma in realtà lei è originaria della prefettura di Tokushima. Nonostante la sua bellezza, il modo in cui parla e il suo petto piatto tendono a portare gli altri a sospettare che lei sia un ragazzo dedito al travestismo. Spesso dice Non chiedere domande insignificanti! (つまん ねー 事 聞く な よ! Tsuman'nē koto kiku na yo!). Il suo nome è un gioco di parole su Bloody Mary.
Kigurumi Harōkitei (波浪浮亭 木胡桃?, Haroukitei Kigurumi)
Doppiata da: Kotori Koiwai
Ragazza dai capelli color crema che ha la passione per i gatti, ed a volte finge un carattere dolce che in realtà non ha. È la più piccola del gruppo. Il suo nome è un gioco di parole tra kigurumi e Hello Kitty.
Tetora Bōhatei (防波亭 手寅?, Bouhatei Tetora)
Doppiata da: Nozomi Yamamoto
Ragazza dai capelli scuri raccolti in una coda di cavallo, che ha offerto trecento milioni di yen a chi ritrovasse un criminale che ha a che fare col suo passato. Kumeta la presenta come la vera protagonista del manga. Il suo nome è un gioco di parole di Bōhatei (防波堤 Frangiflutti) e Tetrapode.
Gankyō Kūrubiyūtei (空琉美遊亭 丸京?, Kuurubiyuutei Gankyou)
Doppiata da: Yoshino Nanjō
Ragazza con gli occhiali. È un'amica d'infanzia di Tetora. Il suo nome è un gioco di parole tra Bellezza Fresca e Gankyō (眼镜, Occhiali).
Kukuru Anrakutei (暗落亭 苦来?, Anrakutei Kukuru)
Doppiata da: Saori Gotō
Ragazza dai capelli scuri, brava a recitare, la cui madre è scomparsa da tempo, ma sfortunata ed emotivamente instabile. Il suo nome è un gioco di parole diverse, che hanno tutti a che fare con le cose che sono molto negative in natura. La pronuncia del suo nome si riferisce a Anrakushi (安楽死, Eutanasia) e Kukuru (括る, Appendere). Il suo nome potrebbe anche essere letto alternativamente come Kurakutei Kurai, che è molto simile a Kurakute Kurai (暗くて暗い, Oscuro Oscuro). Anrakutei suona simile alla parola Sfortunato. Inoltre, il kanji del suo nome senza il carattere di Tei (亭) Potrebbe essere letto letteralmente come Cadere nel buio o La venuta dell'angoscia.
Fukumen (覆 面?, Fukumen)
Doppiata da: Aoi Yūki
Una ragazza con una maschera da wrestling che sembra apparire nella scena in alcuni punti.
Uzannu Uzattei (宇座亭 ウザンヌ?, Uzattei Uzannu)
Doppiata da: Ryoko Shintani
Ragazza dai capelli biondi e rosa. Indossa un'Hakama con fantasia di fragole e un grande fiocco sulla sua testa. La sua unica apparizione è nell'ultimo episodio dell'anime. Fedele al suo nome, Uzannu, è fastidiosa con la sua parlantina veloce, l'atteggiamento condiscendente, e la mimica delle altre ragazze. Uzannu cerca volutamente di turbare l'equilibrio dei personaggi dello spettacolo con la sua odiosità e renderlo proprio, arrivando anche a cantare la sua versione della sigla di apertura con testi personalizzati. Tuttavia, le ragazze riescono a procedere con lo spettacolo.

## Media

### Manga
Il manga di Joshiraku è scritto da Kōji Kumeta ed illustrato da Yasu, ed è serializzato dal 2009 sulla rivista Bessatsu Shōnen Magazine della Kōdansha. Al 2012 sono stati pubblicati tre volumi tankōbon della serie.

### Anime
Un adattamento anime di Joshiraku è stato prodotto dallo studio J.C.Staff e diretto da Tsutomu Mizushima. Le trasmissioni sono iniziate il 6 luglio 2012.

#### Episodi
| Nº  | Giapponese 「Kanji」 - Rōmaji                                                                     | In onda           | In onda |
| Nº  | Giapponese 「Kanji」 - Rōmaji                                                                     | Giapponese        |         |
| 1   | 「普段問答」 - Fudan Mondō「ふく違い」 - Fuku Chigai「叫び指南」 - Sakebi Shinan                  | 5 luglio 2012     |         |
| 2   | 「楽屋の富」 - Gakuya no Tomi「三塔起請」 - San Tō Ichiryōzon「風邪娘」 - Kaze Musume             | 12 luglio 2012    |         |
| 3   | 「無情風呂」 - Mujō Furo「浅草参り」 - Asakusa Mairi「真田小ZOO」 - Sanada Ko Zoo                 | 19 luglio 2012    |         |
| 4   | 「眼鏡小娘」 - Megane Komusume「よいよい台場」 - Asakusa Mairi「兎の目」 - Usagi no Me            | 26 luglio 2012    |         |
| 5   | 「娘ほめ」 - Musume Home「小洒落町」 - Shōsha Ochimachi「眼鏡別れ」 - Megane Wakare               | 2 agosto 2012     |         |
| 6   | 「四枚起承」 - Yon Mai Kishō「武蔵八景」 - Musashi Hakkei「下僕の仇討ち」 - Geboku no Adauchi     | 9 agosto 2012     |         |
| 7   | 「ヤンキー怖い」 - YANKII Kowai「魚政談」 - Sakana Seidan「楽屋調べ」 - Gakuya Shirabe            | 16 agosto 2012    |         |
| 8   | 「こがね袋」 - Kogane Fukuro「よろよろ」 - Yoro Yoro「もうやんだか」 - Mō Yanda Ka                | 23 agosto 2012    |         |
| 9   | 「しりとてちん」 - Shiritotechin「上野のクマ」 - Ueno no KUMA「ねごと」 - Negoto                  | 30 agosto 2012    |         |
| 10  | 「唐茄子屋楽団」 - Tōnasu-ya Gakudan「新宿荒事」 - Shinjuku Aragoto「虫歯浜」 - Mushiba Hama      | 6 settembre 2012  |         |
| 11  | 「親子芝居」 - Oyako Shibai「五人さかい」 - Gonin Sakai「ツリー惨事」 - Tsurī Sanji               | 13 settembre 2012 |         |
| 12  | 「夢見の仇討ち」 - Yumemi no Katakiuchi「こぁいのう」 - Koainō「青毛」 - Aoge                     | 20 settembre 2012 |         |
| 13  | 「キャラつぶし」 - Kyara Tsubushi「アキバぶる」 - Akibaburu「ちょいたし講釈」 - Choitashi Kōshaku | 27 settembre 2012 |         |
| OVA | 「台無屋」 - Dainashiya「三軒本屋」 - Sangen Hon'ya「びっくり集中」 - Bikkuri Shūchū              | 8 febbraio 2013   |         |

#### Colonna sonora
Sigla iniziale
- Oato ga Yoroshikutte... Yo! (お後がよろしくって…よ!?) di Ayane Sakura, Kotori Koiwai, Nozomi Yamamoto, Saori Goto, Yoshino Nanjou.

Sigla finale
- Nippon Egao Hyakkei (ニッポン笑顔百景?) di Momoiro Clover Z.